# Moosch
Moosch település Franciaországban, Haut-Rhin megyében. Lakosainak száma 1612 fő (2022. január 1.). Moosch Mitzach, Saint-Amarin, Geishouse, Willer-sur-Thur, Malmerspach, Bitschwiller-lès-Thann, Bourbach-le-Haut, Wegscheid, Rimbach-près-Masevaux és Masevaux-Niederbruck községekkel határos.

## Népesség
A település népességének változása:
| Lakosok száma | 1711 | 1689 | 1710 | 1677 | 1659 | 1640 | 1622 | 1617 | 1612 |
|               | 2013 | 2015 | 2016 | 2017 | 2018 | 2019 | 2020 | 2021 | 2022 |